# Мохаммад Ісмаїл-Хан
Мохаммад Ісмаїл-Хан (дарі محمد اسماعیل خان; нар. 1946, Насрабад, повіт Шінданд, провінція Герат, Афганістан) — афганський польовий командир. За національністю таджик.
Ісмаіл-хан народився у селі Насрабад, повіт Шінданд, провінція Герат, Афганістан. Після закінчення військового училища став офіцером. У 1979 році, у званні капітана батальйону 17 дивізії ЗС ДРА, приєднався до антиурядового повстання у Гераті. Емігрував до Пакистану. Ветеран афганської війни 1979—1989 років. Воював проти радянських інтервентів і режиму Наджибулли. У 1992—1995 роках — губернатор провінції Герат. Після приходу до влади талібів емігрував до Ірану.